# Antheua
Antheua är ett släkte av fjärilar. Antheua ingår i familjen tandspinnare.

## Bildgalleri

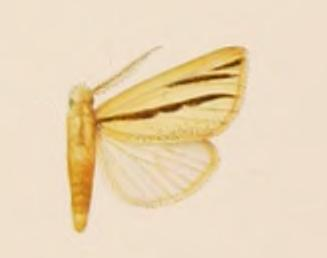

## Dottertaxa tillAntheua, i alfabetisk ordning[1]
- Antheua albida
- Antheua albifasciata
- Antheua amphiaraus
- Antheua anodonta
- Antheua anomala
- Antheua aurifodinae
- Antheua basipuncta
- Antheua benguelana
- Antheua bidentata
- Antheua birbirana
- Antheua bossumensis
- Antheua brunnea
- Antheua centralis
- Antheua cinerea
- Antheua consanguinea
- Antheua croceipuncta
- Antheua delicata
- Antheua dimorpha
- Antheua discalis
- Antheua elongata
- Antheua encausta
- Antheua ephippiata
- Antheua eriostepta
- Antheua exanthemata
- Antheua eximia
- Antheua extenuata
- Antheua gaedei
- Antheua gallans
- Antheua grisea
- Antheua haasi
- Antheua insignata
- Antheua jansei
- Antheua karschi
- Antheua lignosa
- Antheua liparidioides
- Antheua marpissa
- Antheua meridionalis
- Antheua mixta
- Antheua obscura
- Antheua ochriventris
- Antheua olivaceomicans
- Antheua orientalis
- Antheua ornata
- Antheua psolometopa
- Antheua quisola
- Antheua radiata
- Antheua rhodeosemena
- Antheua ruficosta
- Antheua rufovittata
- Antheua sericea
- Antheua servula
- Antheua simplex
- Antheua smithii
- Antheua spurcata
- Antheua straminea
- Antheua stricta
- Antheua tricolor
- Antheua trifasciata
- Antheua trimacula
- Antheua trivitta
- Antheua ungulata
- Antheua varia
- Antheua vittata
- Antheua woerdeni